# 坂本成方
坂本 成方（さかもと しげかた）は、江戸時代前期の旗本。短期間存在した相模国深見藩の嫡子だった。

## 生涯
承応2年（1653年）、当時は300石取りの大番士であった坂本重治の子として誕生。万治3年（1660年）、8歳で徳川家綱に拝謁。延宝6年（1678年）、小姓組番士として出仕する。
この間、父の重治は寛文2年（1662年）に小納戸に昇進していた。重治は天和元年（1681年）に大目付を経て、翌天和2年（1682年）に寺社奉行に就任、7800石という大幅な加増を受けて1万石の大名に列した（深見藩）。成方は、父が大名に列したことを受けて番を免じられ、貞享元年（1684年）には菊間広縁詰となった。
ところが貞享4年（1687年）5月14日、重治は徳川綱吉の勘気を被り、寺社奉行を罷免の上、蟄居を申し付けられる。成方も父に連座し、拝謁をはばかることとなった。元禄2年（1689年）6月4日、父の蟄居処分は赦されたが、7800石の加増分を没収されて2200石の旗本身分（小普請）となった。成方も同日処分を赦される。
元禄6年（1693年）に父が死去。成方が家督を継ぎ、次弟の治之に500石を分知して、1700石の旗本となった。
小普請のまま、正徳3年（1713年）に61歳で死去した。子はなく、三弟の直規に跡を継がせている。